# جورج دريفوس (لغوي)
جورج دريفوس هو لغوي سويسري، ولد في 1950 في سويسرا.